# Azerbeidzjan op het Eurovisiesongfestival 2014

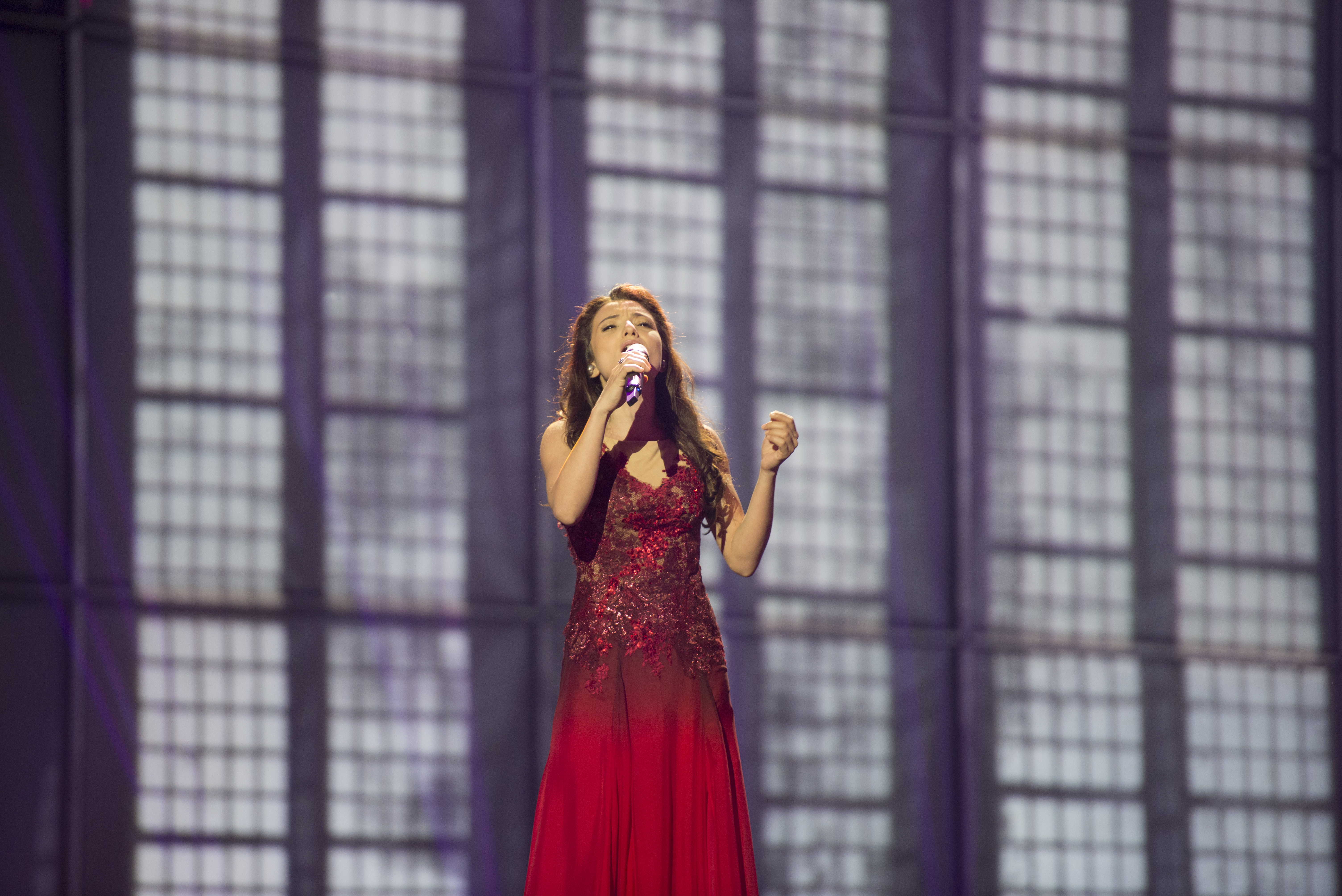
Dilarə Kazımova eindigde pas als 22ste in de finale van het Eurovisiesongfestival 2014

Azerbeidzjan nam deel aan het Eurovisiesongfestival 2014 in Kopenhagen, Denemarken. Het was de zevende deelname van het land op het Eurovisiesongfestival. ITV was verantwoordelijk voor de Azerbeidzjaanse bijdrage voor de editie van 2014.

## Selectieprocedure
Azerbeidzjan gooide in 2014 lichtelijk het roer om voor de nationale preselectie. Er werd opnieuw naar een geschikte act gezocht via een talentenjacht, maar het traditionele Milli Seçim Turu werd overboord gegooid. In de plaats hiervan kwam Böyük Səhnə, een talentenjacht die in 2013 werd gelanceerd op Azad Azərbaycan TV, maar nu werd overgenomen van deze commerciële omroep. Van 9 tot en met 16 januari vonden de castings plaats in Bakoe, Gəncə, Lənkəran, Quba, Şəki, Şirvan, Sumqayıt en Yevlax. Er kwamen 250 kandidaten opdagen. Geselecteerden mochten aantreden in de supercastings, die van 27 tot en met 31 januari plaatsvonden in Bakoe. Alle artiesten die meer dan 40 punten scoorden, mochten deelnemen aan de eigenlijke nationale preselectie. Uiteindelijk slaagden veertien artiesten hierin. Tijdens de voorrondes vertolkten de artiesten telkens één cover van een bekend nummer. Tijdens de finale werden twee covers en één eigen nummer gebracht.
Het eigenlijke Böyük Səhnə 2014 verliep over drie voorrondes in februari, en een finale op 2 maart. Tijdens de voorrondes zongen de kandidaten covers van bekende nummers, en werden de punten verdeeld door de vakjury. Artiesten die tijdens de voorrondes 46 of meer punten verzamelden, gingen automatisch door naar de volgende ronde, voor de overige kandidaten viel het verdict na beraadslaging door de vakjury. Tijdens de eerste twee shows vielen telkens vier kandidaten af, in de derde en laatste voorronde waren dat er drie.
De samenstelling van de jury veranderde tijdens elke show. Personen die in de vakjury zetelden waren Tünzalə Ağayeva (zangeres), Sevda Ələkbərzadə (zanger), Fuəd Əliyev (zanger), Murəd Ərif (presentator), Səbinə Babayeva (Azerbeidzjaans vertegenwoordigster op het Eurovisiesongfestival 2012), Zəhrə Bədəlbeyli (musicus), Saleh Bağırov (presentator), Zümrüd Dadaşzadə (professor aan de Muziekacademie van Bakoe), Murəd Dədəshov (producer), Dimitris Kontopoulos (componist), Eldar Qasımov (winnaar van het Eurovisiesongfestival 2011), İlhamə Qasımova (zangeres), Tünzalə Qəhrəman (zangeres), Gülçöhrə Şəfiyeva (regisseur), Faiq Sücəddinov (zanger) en Mübariz Tağıyev (zanger). Presentatoren van dienst waren Hüsniyə Məhərrəmova en Tural Əsədov.
Uiteindelijk kreeg Dilarə Kazımova de meeste punten van de vakjury, waardoor zij Azerbeidzjan mocht vertegenwoordigen op de negenenvijftigste editie van het Eurovisiesongfestival. Het nummer waarmee ze naar Kopenhagen zou afreizen, werd op 16 maart vrijgegeven, en kreeg als titel Start a fire.

## Böyük Səhnə 2014

### Voorrondes
9 februari 2014
| Plaats | Artiest             | Lied (buiten competitie)      | Punten |
| ------ | ------------------- | ----------------------------- | ------ |
| 1      | Dilarə Kazımova     | Mercy                         | 50     |
| 2      | Elton İbrahimov     | Superstition                  | 49     |
| 3      | Erkin Osmanlı       | Girls, girls, girls           | 49     |
| 4      | Azad Şabanov        | Fall again                    | 48     |
| 5      | Aydın Eyvazzade     | Pumped up kicks               | 46     |
| 6      | Fuad Əsədov         | Every time (I see your smile) | 46     |
| 7      | Hülya İbadova       | You are so beautiful          | 45     |
| 8      | Xana Həsənova       | Hero                          | 44     |
| 9      | Samirə Əfəndiyeva   | All by myself                 | 43     |
| 10     | Valeriya Hüseynzadə | Glorious                      | 37     |
| 11     | Lalə Sultan         | Aphrodisiac                   | 37     |
| 12     | Aişəbəyim Nağıyeva  | Still loving you              | 37     |
| 13     | Safa Eldar          | Troublemaker                  | 36     |
| 14     | Wave                | Sarı gəlin                    | 34     |

16 februari 2014
| Plaats | Artiest             | Lied (buiten competitie)           | Punten |
| ------ | ------------------- | ---------------------------------- | ------ |
| 1      | Erkin Osmanlı       | Lovelight                          | 49     |
| 2      | Azad Şabanov        | Señorita                           | 49     |
| 3      | Samirə Əfəndiyeva   | It's all about you                 | 48     |
| 4      | Dilarə Kazımova     | History repeating                  | 48     |
| 5      | Xana Həsənova       | Dance again                        | 46     |
| 6      | Elton İbrahimov     | Creative                           | 45     |
| 7      | Hülya İbadova       | Golden eye                         | 43     |
| 8      | Valeriya Hüseynzadə | Drip drop                          | 42     |
| 9      | Aydın Eyvazzade     | Pompeii                            | 39     |
| 10     | Fuad Əsədov         | Sorry seems to be the hardest word | 39     |

23 februari 2014
| Plaats | Artiest           | Lied (buiten competitie) | Punten |
| ------ | ----------------- | ------------------------ | ------ |
| 1      | Dilarə Kazımova   | Hometown glory           | 49     |
| 2      | Xana Həsənova     | At last                  | 47     |
| 3      | Azad Şabanov      | Whatever happens         | 45     |
| 4      | Erkin Osmanlı     | If you were a sailboat   | 44     |
| 5      | Samirə Əfəndiyeva | I have nothing           | 44     |
| 6      | Elton İbrahimov   | Ready for love           | 39     |

### Finale
2 maart 2014
| Plaats | Artiest         | Punten |
| ------ | --------------- | ------ |
| 1      | Dilarə Kazımova | 136    |
| 2      | Xana Həsənova   | 129    |
| 3      | Erkin Osmanlı   | 122    |

## In Kopenhagen
Azerbeidzjan moest in Kopenhagen eerst aantreden in de eerste halve finale, op dinsdag 6 mei. Dilarə Kazımova trad als achtste van zestien acts aan, na The Tolmachevy Twins uit Rusland en net voor Maria Jaremtsjoek uit Oekraïne. Bij het openen van de enveloppen bleek dat Azerbeidzjan zich had weten te plaatsen voor de finale. Na afloop van de finale werd duidelijk dat Dilarə Kazımova op de negende plaats was geëindigd in de eerste halve finale, met 57 punten. Het was de slechtste prestatie van Azerbeidzjan ooit in een halve finale.
In de finale trad Dilarə Kazımova als derde van 26 acts aan, net na Teo uit Wit-Rusland en gevolgd door Pollapönk uit IJsland. Aan het einde van de puntentelling stond Azerbeidzjan op de 22ste plaats, met 33 punten. Azerbeidzjan kreeg wel het maximum van de punten van San Marino. Desondanks was het de slechtste Azerbeidzjaanse prestatie ooit op het Eurovisiesongfestival.

### Gekregen punten

#### Halve Finale 1
| 12 punten  | 10 punten             | 8 punten | 7 punten                         | 6 punten                |
| ---------- | --------------------- | -------- | -------------------------------- | ----------------------- |
|            | - Rusland             |          | - Albanië - Montenegro           | - Moldavië - San Marino |
| 5 punten   | 4 punten              | 3 punten | 2 punten                         | 1 punt                  |
| - Oekraïne | - Estland - Nederland |          | - Frankrijk - Letland - Portugal | - Hongarije - IJsland   |

| Jury punten halve finale 1 | Jury punten halve finale 1 | Jury punten halve finale 1 | Jury punten halve finale 1                            | Jury punten halve finale 1                    |
| 12 punten                  | 10 punten                  | 8 punten                   | 7 punten                                              | 6 punten                                      |
| -------------------------- | -------------------------- | -------------------------- | ----------------------------------------------------- | --------------------------------------------- |
|                            | - Hongarije - Rusland      |                            | - Albanië - IJsland - Letland - Montenegro - Portugal | - Estland - Frankrijk - Moldavië - San Marino |
| 5 punten                   | 4 punten                   | 3 punten                   | 2 punten                                              | 1 punt                                        |
| - Nederland                | - Denemarken - Oekraïne    |                            | - Zweden                                              |                                               |

| Televoting punten halve finale 1 | Televoting punten halve finale 1 | Televoting punten halve finale 1 | Televoting punten halve finale 1 | Televoting punten halve finale 1 |
| 12 punten                        | 10 punten                        | 8 punten                         | 7 punten                         | 6 punten                         |
| -------------------------------- | -------------------------------- | -------------------------------- | -------------------------------- | -------------------------------- |
|                                  |                                  | - Rusland                        |                                  | - Oekraïne                       |
| 5 punten                         | 4 punten                         | 3 punten                         | 2 punten                         | 1 punt                           |
|                                  |                                  |                                  |                                  | - Nederland                      |

#### Finale
| 12 punten    | 10 punten | 8 punten      | 7 punten  | 6 punten   |
| ------------ | --------- | ------------- | --------- | ---------- |
| - San Marino | - Rusland |               | - Georgië |            |
| 5 punten     | 4 punten  | 3 punten      | 2 punten  | 1 punt     |
|              |           | - Wit-Rusland |           | - Oekraïne |

| Jury punten finale                | Jury punten finale    | Jury punten finale              | Jury punten finale                                        | Jury punten finale            |
| 12 punten                         | 10 punten             | 8 punten                        | 7 punten                                                  | 6 punten                      |
| --------------------------------- | --------------------- | ------------------------------- | --------------------------------------------------------- | ----------------------------- |
| - San Marino                      | - Hongarije - Rusland | - Wit-Rusland                   | - Letland                                                 | - Malta - Slovenië            |
| 5 punten                          | 4 punten              | 3 punten                        | 2 punten                                                  | 1 punt                        |
| - Estland - Griekenland - IJsland | - Moldavië - Portugal | - Finland - Verenigd Koninkrijk | - Duitsland - Frankrijk - Litouwen - Nederland - Oekraïne | - Denemarken - Israël - Polen |

| Televoting punten finale | Televoting punten finale | Televoting punten finale | Televoting punten finale | Televoting punten finale |
| 12 punten                | 10 punten                | 8 punten                 | 7 punten                 | 6 punten                 |
| ------------------------ | ------------------------ | ------------------------ | ------------------------ | ------------------------ |
|                          |                          |                          | - Georgië                | - Rusland                |
| 5 punten                 | 4 punten                 | 3 punten                 | 2 punten                 | 1 punt                   |
|                          |                          |                          |                          | - Oekraïne               |

### Punten gegeven door Azerbeidzjan

#### Halve Finale 1
Punten gegeven in de halve finale:
| 12 punten | Oekraïne   |
| 10 punten | Rusland    |
| 8 punten  | Hongarije  |
| 7 punten  | Letland    |
| 6 punten  | San Marino |
| 5 punten  | Estland    |
| 4 punten  | België     |
| 3 punten  | Nederland  |
| 2 punten  | Montenegro |
| 1 punt    | Portugal   |

| Uitsplitsing jury/televoting | Uitsplitsing jury/televoting | Uitsplitsing jury/televoting | Uitsplitsing jury/televoting | Uitsplitsing jury/televoting | Uitsplitsing jury/televoting | Uitsplitsing jury/televoting | Uitsplitsing jury/televoting | Uitsplitsing jury/televoting | Uitsplitsing jury/televoting | Uitsplitsing jury/televoting |
| Volgorde                     | Land                         | Y. Axundova                  | M. Tağıyev                   | S. Cəfərov                   | N. Camal                     | X. Mustafazadə               | Juryranking                  | Televoting                   | Eindranking                  | Punten                       |
| ---------------------------- | ---------------------------- | ---------------------------- | ---------------------------- | ---------------------------- | ---------------------------- | ---------------------------- | ---------------------------- | ---------------------------- | ---------------------------- | ---------------------------- |
| 01                           | Armenië                      | 15                           | 15                           | 15                           | 15                           | 15                           | 15                           | 15                           | 15                           |                              |
| 02                           | Letland                      | 5                            | 6                            | 1                            | 4                            | 5                            | 4                            | 9                            | 4                            | 7                            |
| 03                           | Estland                      | 1                            | 3                            | 5                            | 3                            | 3                            | 3                            | 11                           | 6                            | 5                            |
| 04                           | Zweden                       | 12                           | 14                           | 12                           | 14                           | 14                           | 14                           | 8                            | 13                           |                              |
| 05                           | IJsland                      | 13                           | 12                           | 14                           | 11                           | 13                           | 13                           | 12                           | 14                           |                              |
| 06                           | Albanië                      | 7                            | 5                            | 2                            | 5                            | 7                            | 6                            | 14                           | 12                           |                              |
| 07                           | Rusland                      | 2                            | 1                            | 4                            | 1                            | 2                            | 1                            | 2                            | 2                            | 10                           |
| 08                           | Azerbeidzjan                 |                              |                              |                              |                              |                              |                              |                              |                              |                              |
| 09                           | Oekraïne                     | 3                            | 4                            | 3                            | 2                            | 1                            | 2                            | 1                            | 1                            | 12                           |
| 10                           | België                       | 8                            | 11                           | 7                            | 10                           | 8                            | 9                            | 6                            | 7                            | 4                            |
| 11                           | Moldavië                     | 6                            | 8                            | 9                            | 8                            | 6                            | 7                            | 13                           | 11                           |                              |
| 12                           | San Marino                   | 9                            | 9                            | 10                           | 12                           | 10                           | 10                           | 4                            | 5                            | 6                            |
| 13                           | Portugal                     | 14                           | 13                           | 13                           | 9                            | 11                           | 12                           | 7                            | 10                           | 1                            |
| 14                           | Nederland                    | 11                           | 10                           | 8                            | 13                           | 12                           | 11                           | 5                            | 8                            | 3                            |
| 15                           | Montenegro                   | 10                           | 7                            | 11                           | 6                            | 9                            | 8                            | 10                           | 9                            | 2                            |
| 16                           | Hongarije                    | 4                            | 2                            | 6                            | 7                            | 4                            | 5                            | 3                            | 3                            | 8                            |

#### Finale
Punten gegeven in de finale:
| 12 punten | Rusland     |
| 10 punten | Oekraïne    |
| 8 punten  | Hongarije   |
| 7 punten  | Wit-Rusland |
| 6 punten  | Roemenië    |
| 5 punten  | Malta       |
| 4 punten  | Griekenland |
| 3 punten  | San Marino  |
| 2 punten  | Polen       |
| 1 punt    | Oostenrijk  |

| Uitsplitsing jury/televoting | Uitsplitsing jury/televoting | Uitsplitsing jury/televoting | Uitsplitsing jury/televoting | Uitsplitsing jury/televoting | Uitsplitsing jury/televoting | Uitsplitsing jury/televoting | Uitsplitsing jury/televoting | Uitsplitsing jury/televoting | Uitsplitsing jury/televoting | Uitsplitsing jury/televoting |
| Volgorde                     | Land                         | Y. Axundova                  | M. Tağıyev                   | S. Cəfərov                   | N. Camal                     | X. Mustafazadə               | Juryranking                  | Televoting                   | Eindranking                  | Punten                       |
| ---------------------------- | ---------------------------- | ---------------------------- | ---------------------------- | ---------------------------- | ---------------------------- | ---------------------------- | ---------------------------- | ---------------------------- | ---------------------------- | ---------------------------- |
| 01                           | Oekraïne                     | 6                            | 5                            | 5                            | 7                            | 6                            | 6                            | 1                            | 2                            | 10                           |
| 02                           | Wit-Rusland                  | 3                            | 2                            | 3                            | 4                            | 1                            | 2                            | 5                            | 4                            | 7                            |
| 03                           | Azerbeidzjan                 |                              |                              |                              |                              |                              |                              |                              |                              |                              |
| 04                           | IJsland                      | 19                           | 18                           | 17                           | 19                           | 19                           | 18                           | 18                           | 21                           |                              |
| 05                           | Noorwegen                    | 20                           | 21                           | 20                           | 20                           | 18                           | 20                           | 19                           | 24                           |                              |
| 06                           | Roemenië                     | 5                            | 6                            | 2                            | 2                            | 3                            | 4                            | 9                            | 5                            | 6                            |
| 07                           | Armenië                      | 25                           | 25                           | 25                           | 25                           | 25                           | 25                           | 25                           | 25                           |                              |
| 08                           | Montenegro                   | 9                            | 11                           | 10                           | 9                            | 10                           | 10                           | 22                           | 18                           |                              |
| 09                           | Polen                        | 10                           | 10                           | 12                           | 11                           | 12                           | 11                           | 12                           | 9                            | 2                            |
| 10                           | Griekenland                  | 4                            | 4                            | 6                            | 5                            | 7                            | 5                            | 11                           | 7                            | 4                            |
| 11                           | Oostenrijk                   | 24                           | 24                           | 23                           | 24                           | 23                           | 24                           | 3                            | 10                           | 1                            |
| 12                           | Duitsland                    | 23                           | 22                           | 22                           | 21                           | 22                           | 22                           | 17                           | 23                           |                              |
| 13                           | Zweden                       | 22                           | 23                           | 24                           | 23                           | 24                           | 23                           | 7                            | 13                           |                              |
| 14                           | Frankrijk                    | 15                           | 12                           | 15                           | 13                           | 14                           | 14                           | 24                           | 22                           |                              |
| 15                           | Rusland                      | 1                            | 3                            | 1                            | 1                            | 2                            | 1                            | 2                            | 1                            | 12                           |
| 16                           | Italië                       | 8                            | 7                            | 9                            | 6                            | 5                            | 7                            | 23                           | 16                           |                              |
| 17                           | Slovenië                     | 11                           | 8                            | 8                            | 10                           | 8                            | 9                            | 21                           | 15                           |                              |
| 18                           | Finland                      | 14                           | 15                           | 14                           | 15                           | 16                           | 15                           | 20                           | 20                           |                              |
| 19                           | Spanje                       | 12                           | 13                           | 11                           | 14                           | 11                           | 12                           | 15                           | 12                           |                              |
| 20                           | Zwitserland                  | 21                           | 20                           | 21                           | 22                           | 21                           | 21                           | 6                            | 11                           |                              |
| 21                           | Hongarije                    | 2                            | 1                            | 4                            | 3                            | 4                            | 3                            | 4                            | 3                            | 8                            |
| 22                           | Malta                        | 7                            | 8                            | 7                            | 8                            | 9                            | 8                            | 8                            | 6                            | 5                            |
| 23                           | Denemarken                   | 17                           | 16                           | 18                           | 17                           | 17                           | 17                           | 16                           | 19                           |                              |
| 24                           | Nederland                    | 18                           | 19                           | 19                           | 18                           | 20                           | 19                           | 13                           | 17                           |                              |
| 25                           | San Marino                   | 13                           | 14                           | 13                           | 12                           | 13                           | 13                           | 10                           | 8                            | 3                            |
| 26                           | Verenigd Koninkrijk          | 16                           | 17                           | 16                           | 16                           | 15                           | 16                           | 14                           | 14                           |                              |